# Pierre Armand Jacquet
Pierre Armand Jacquet (* 7. April 1906 in St. Mande; † 6. September 1967 vor der spanischen Küste) war ein französischer Chemieingenieur und Metallurge.
Jacquet studierte an der École Normale Supérieure de Chimie in Paris mit dem Abschluss als Chemieingenieur 1926 und der Promotion 1938. Er arbeitete zunächst im Forschungslabor der Société de Matériel Téléphonique in Paris, dann im Labor von Frédéric Joliot-Curie, im Zweiten Weltkrieg in der Industrie und ab 1945 für die französische Marine. Er war auch unabhängiger Berater für das Office National des Études et Recherches Aéronautiques (ONERA) und das Commissariat á l’Énergie Atomique (CEA). 1966 ging er in den Ruhestand und zog nach Banyuls. Er starb bei einem Schiffsunglück vor der spanischen Küste.
Er entwickelte 1929 das Verfahren des elektrolytischen Polierens zur Herstellung sehr glatter Metalloberflächen (was er bis 1940 auf die gängigsten Metalle erweiterte). 1951 fand er eine Methode, Fehler im Stahl durch gleichzeitiges Polieren und Ätzen zu finden und 1957 entwickelte er mit E. Mencarelli eine Methode, Metalloberflächen zerstörungsfrei zu untersuchen (mit einem Nitrocelluloselack, der nach Abziehen unter dem Elektronenmikroskop betrachtet wird). Er befasste sich auch mit verschiedenen anderen Fragen der Metallurgie und veröffentlichte etwa 200 wissenschaftliche Arbeiten. 1960 wurde er in die American Academy of Arts and Sciences gewählt.